# فرودگاه شهری وودباین (آیووا)
فرودگاه شهری وودباین (آیووا)  (به انگلیسی: Woodbine Municipal Airport (Iowa)) یک فرودگاه همگانی باربری است که یک باند فرود چمن دارد و طول باند آن ۶۲۳ متر است. این فرودگاه در کشور ایالات متحده آمریکا قرار دارد و در ارتفاع ۳۲۶ متری از سطح دریا واقع شده است.